# Astragalus whitneyi
Astragalus whitneyi är en ärtväxtart som beskrevs av Asa Gray. Astragalus whitneyi ingår i släktet vedlar, och familjen ärtväxter.

## Underarter
Arten delas in i följande underarter:
- A. w. confusus
- A. w. lenophyllus
- A. w. siskiyouensis
- A. w. sonneanus
- A. w. whitneyi

## Bildgalleri

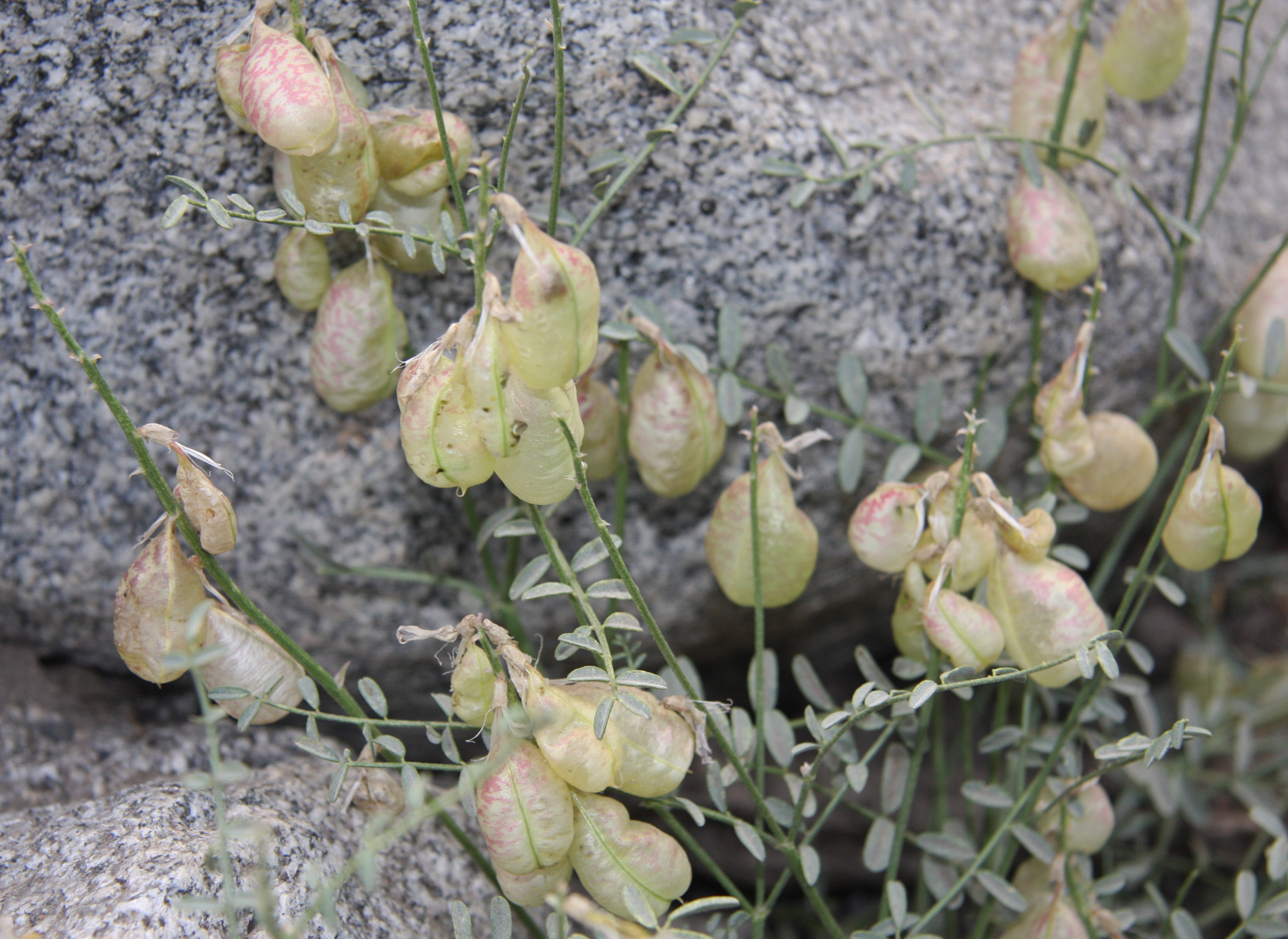
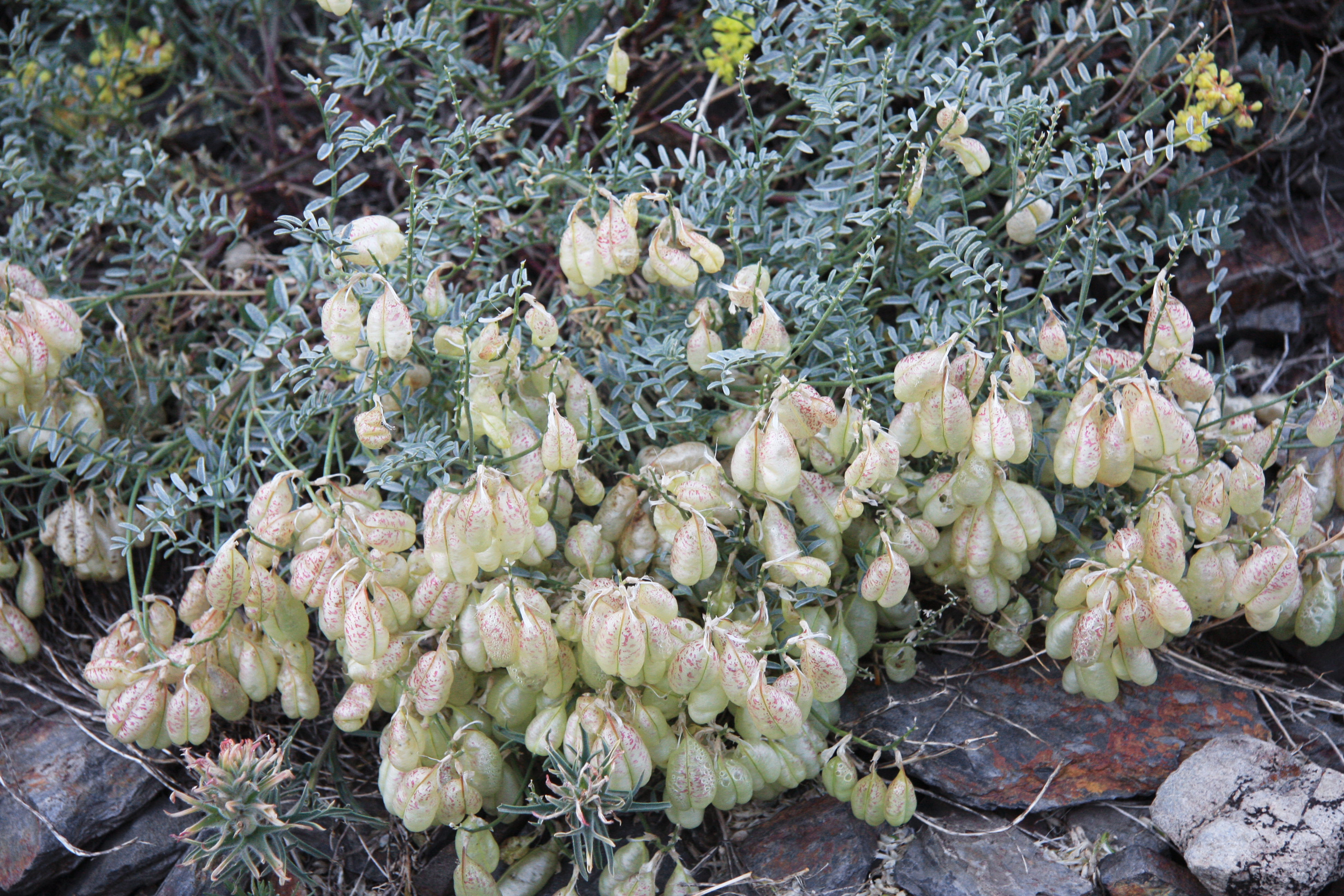